# Fushimi Inari-taisha
Le Fushimi Inari-taisha (伏見稲荷大社) est le sanctuaire principal de la déesse (kami) Inari et est situé dans le district de Fushimi-ku à Kyoto au Japon.

## Sanctuaire
Fushimi Inari-taisha est un complexe composé de petits sanctuaires disséminés sur l'ensemble d'une montagne ainsi que de bâtiments principaux au pied de cette dernière. Ce sanctuaire englobe la montagne également nommée Inari, haute de 233 mètres au-dessus du niveau de la mer. Le sommet est atteignable en environ deux heures de marche via l'un des chemins qui s'étendent sur environ 4 km.

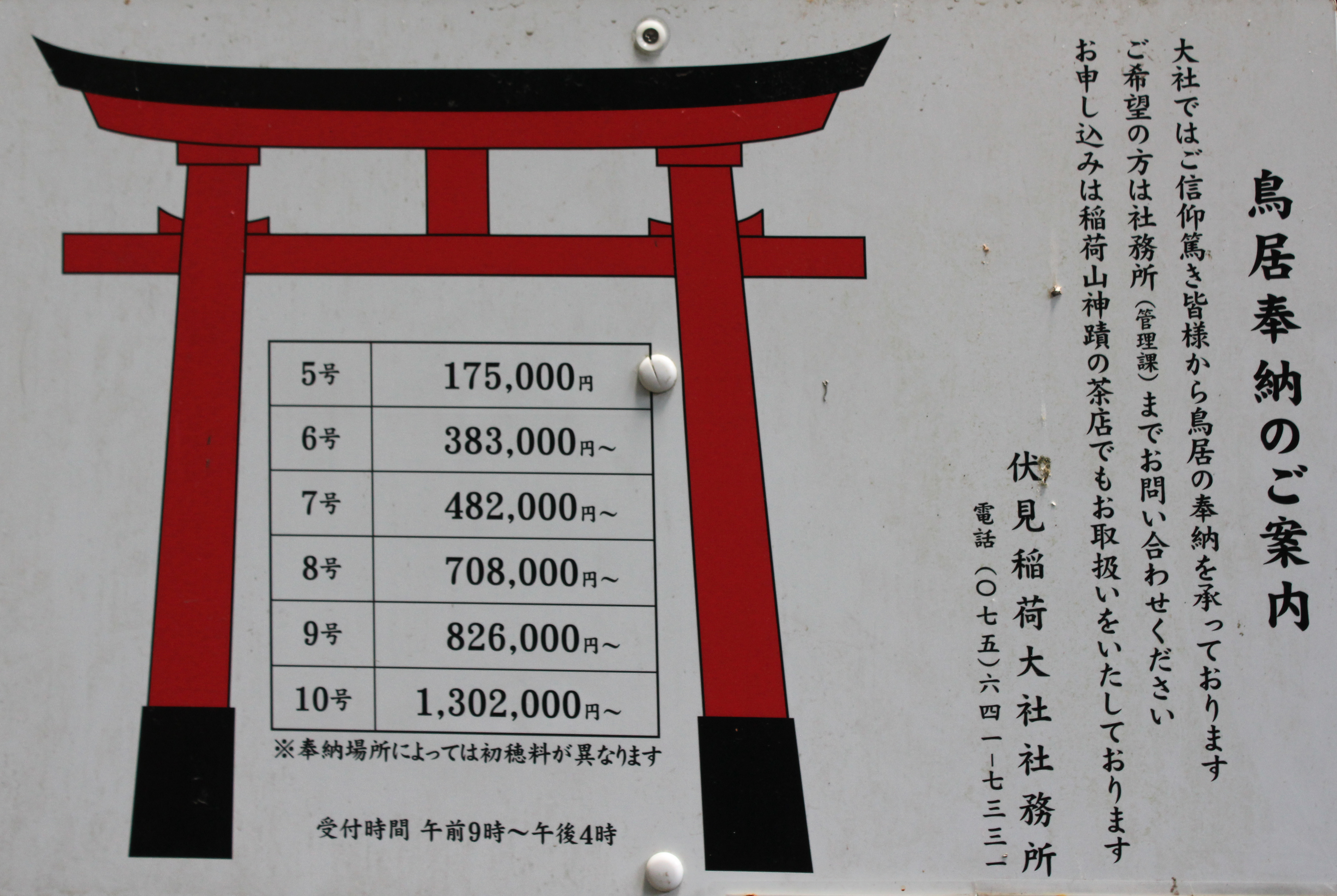
Prix des toriis en août 2016.

Ce sanctuaire est surtout connu pour ses milliers de toriis vermillon formant un tunnel sur la colline sur laquelle le temple est construit. Ces toriis sont pour la plupart des dons faits par des particuliers, des familles ou des entreprises à Inari. Le nom des donateurs figure souvent sur les montants du torii. Le coût d’un torii valait en août 2016 entre 175 000 et 1 302 000 yens (entre 1 400 et 10 400 euros).
La kami Inari représente la protectrice des céréales et plus particulièrement du riz. Elle est également historiquement associée à l'abondance et la richesse, devenant la patronne des commerces ; ce qui peut expliquer la présence de ces milliers de toriis offerts par les particuliers et les entreprises japonaises.
La superficie totale du sanctuaire est de 870 000 m2. En 2015, on estimait que 2,7 millions de personnes venaient chaque année y faire leur première prière de l’année (appelée hatsumōde).
Ce sanctuaire est le plus grand et le plus connu parmi les 30 000 (approximativement) sanctuaires dédiés à Inari.

## Histoire
Pour les shintoïstes, la kami Inari s'installa en 711 à Mitsugamine, Inariyama, dans le district Kii de la province Yamashiro. En 827, la cour impériale attribua au sanctuaire le 5e rang junior, rang destiné aux divinités mineures.
En 927, le Fushimi Inari-taisha fut enregistré dans l’Engishiki jinmyocho, une liste recensant les sanctuaires à travers le Japon.
En 942, le sanctuaire fut élevé au plus haut rang de sanctuaire shinto.
Il fut placé sous patronage impérial au début de l'époque Heian (794-1185). En 965, l'empereur Murakami décréta que les messagers des maisons impériales (heihaku gushinshi ou heihakushi) porteraient des retranscriptions écrites des événements importants aux kamis gardiens du Japon en guise d'offrandes heihaku (幣帛)) dans les sanctuaires. Ces offrandes furent présentées à seize sanctuaires, dont celui d'Inari.
En 1871, il fut désigné comme kanpei-taisha : grand sanctuaire sous contrôle du département des cultes du nouveau gouvernement Meiji.
En 1909, le sanctuaire principal est déclaré trésor national (connu aujourd'hui sous le nom de « propriété culturelle majeure »).
En 2011, on a célébré les mille trois cents ans du sanctuaire.

### Structures

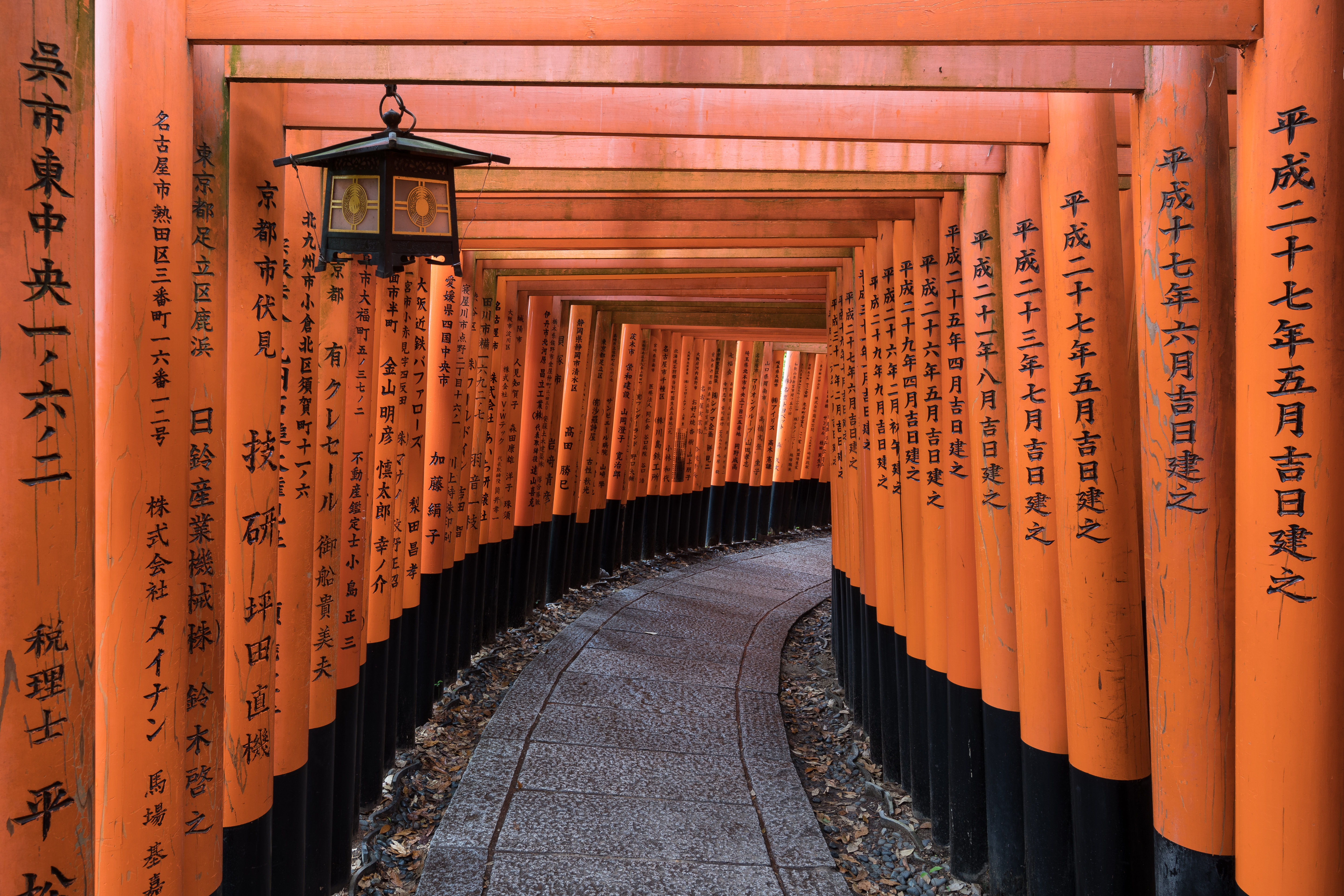
Torii du sanctuaire d'Inari et lanterne.

Si les premières structures datent de 711 sur la colline Inariyama (sud-ouest de Kyoto), le sanctuaire fut relocalisé en 817 à la demande du moine Kūkai.
Au pied de la colline se trouvent l'entrée principale rōmon (楼門, « porte de la tour ») et le sanctuaire principal (御本殿, go-honden). Derrière ces structures principales, au cœur de la montagne, se situent les sanctuaires intérieurs accessibles par un chemin traversant des milliers de toriis. Au sommet de la montagne, on trouve des dizaines de milliers de monticules (塚, tsuka) destinés au culte privé.

#### Senbon torii
L'élément principal de ce grand sanctuaire est la colonnade de toriis appelée Senbon torii. Dix mille toriis sont disposés le long du chemin principal. Ils ont été donnés aux sanctuaires par des particuliers ou des entreprises, selon une coutume apparue lors de la période Edo (1603-1868) afin d'obtenir la réalisation de souhaits ou en remerciement pour des souhaits réalisés.

### Destructions et reconstructions
Au cours de l'histoire, le sanctuaire fut détruit et reconstruit plusieurs fois :
- 908 : Fujiwara Tokihira répare le sanctuaire
- 1468 : destruction du sanctuaire par un incendie pendant l'attaque de Yamana Mochitoyo, Hatakeyama Yoshinari, Shiba Yoshikado, Ouchi Masahiro sur Honekawa Doken

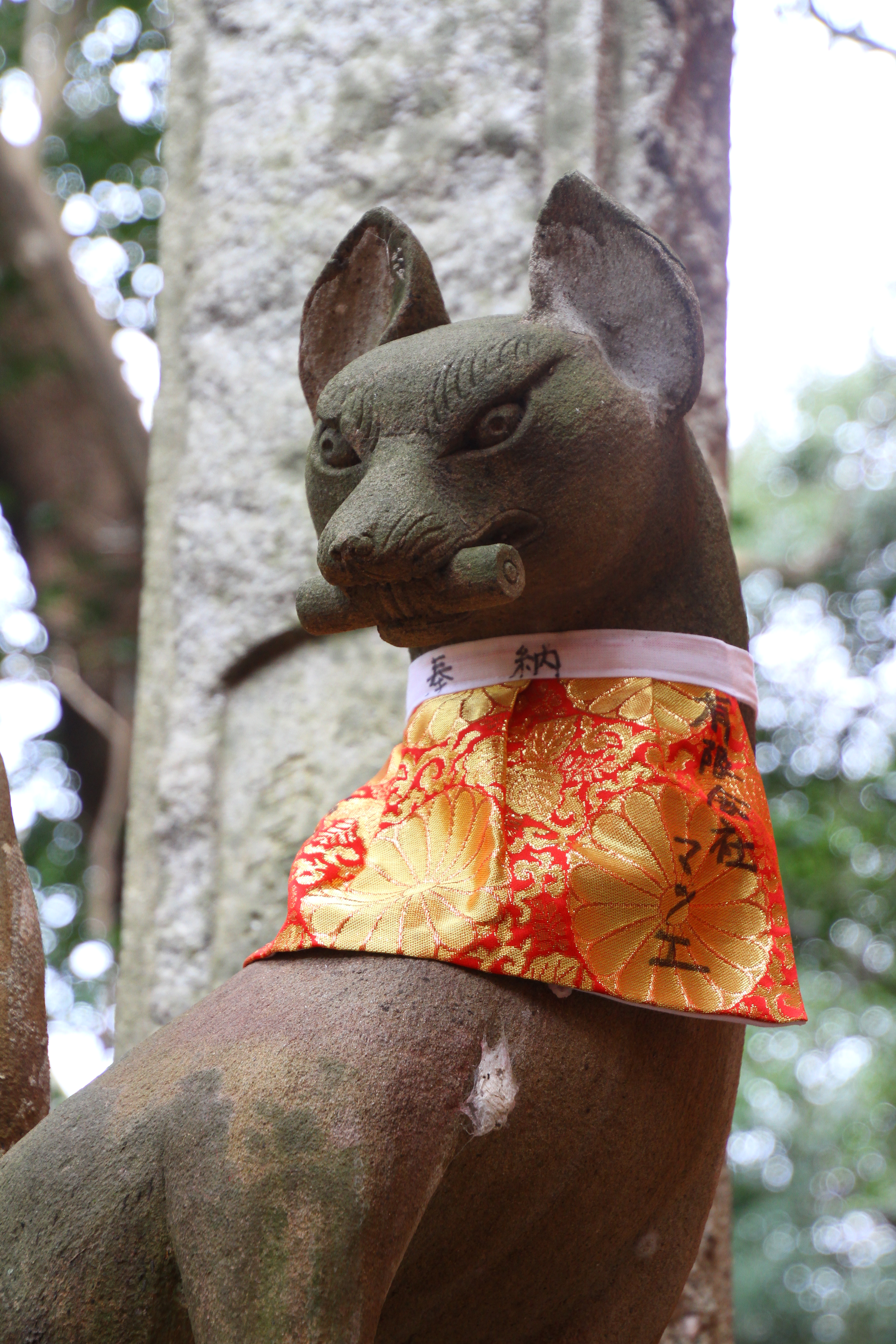
Koma-kitsune, statue de renard, messager d'Inari

- Koma-kitsune, statue de renard, messager d'Inari1499 : reconstruction des bâtiments du sanctuaire
- 1589 : construction de la porte principale
- 1694 : reconstruction des bâtiments du sanctuaire

## Galerie

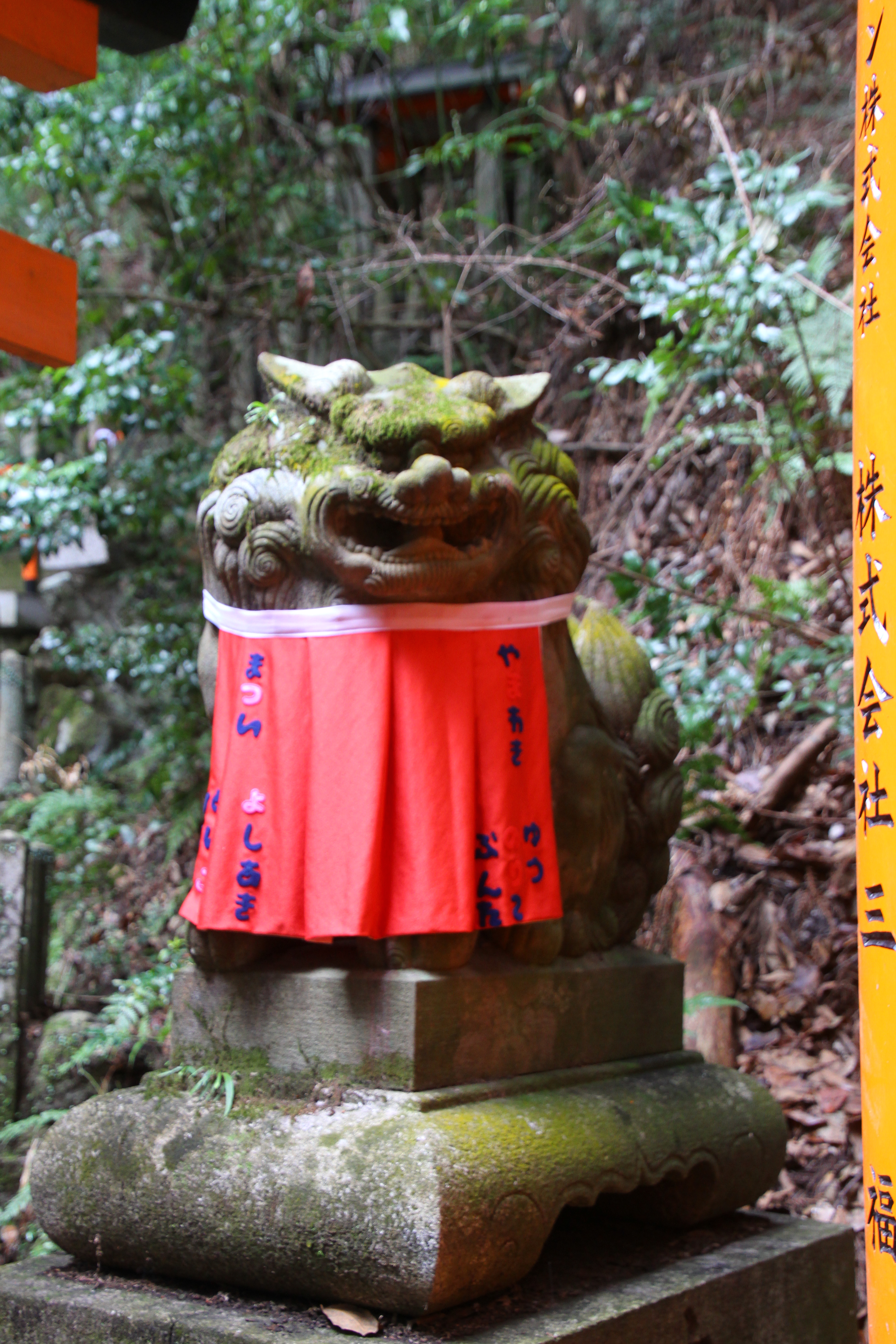
Un gardien komainu
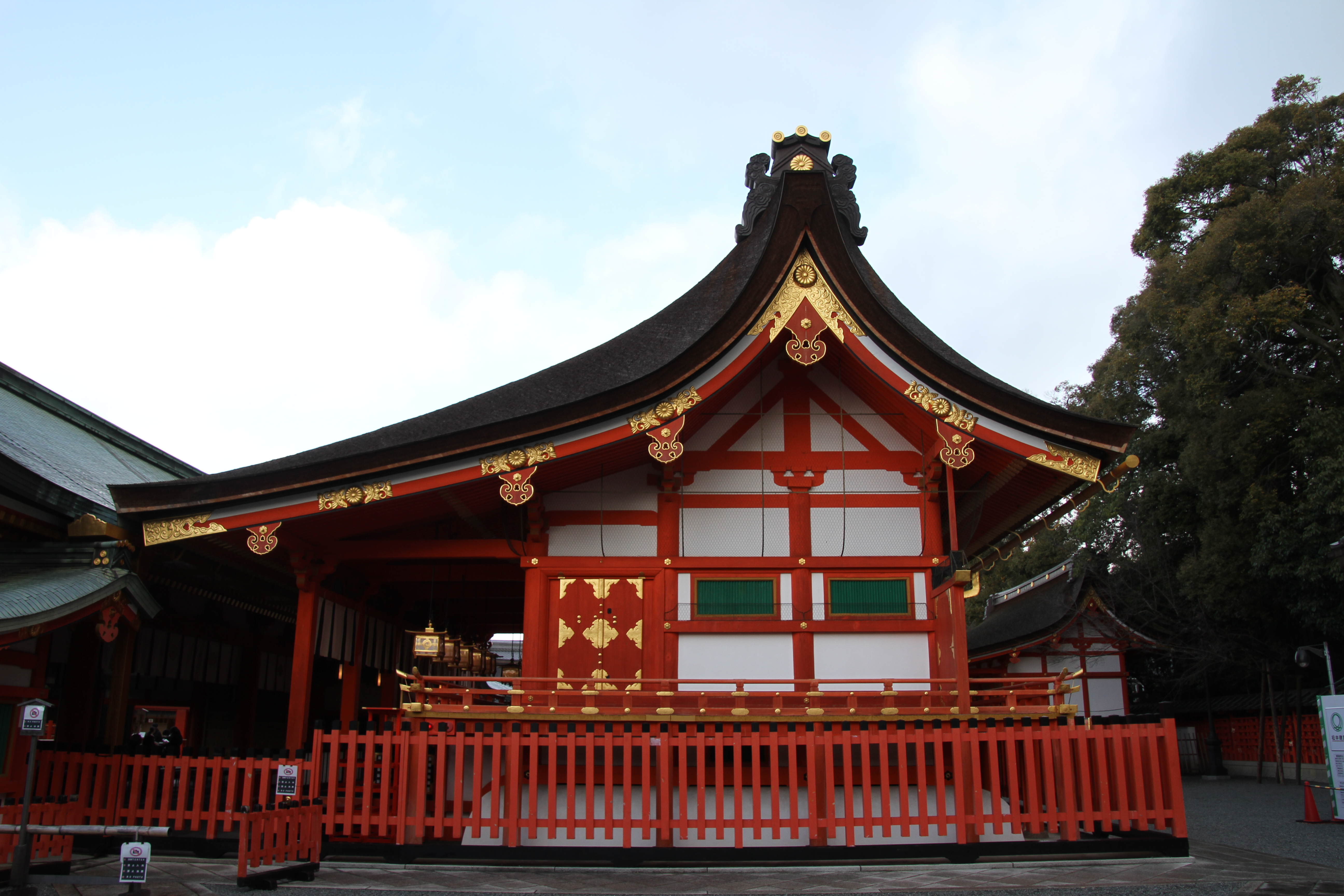
Honden
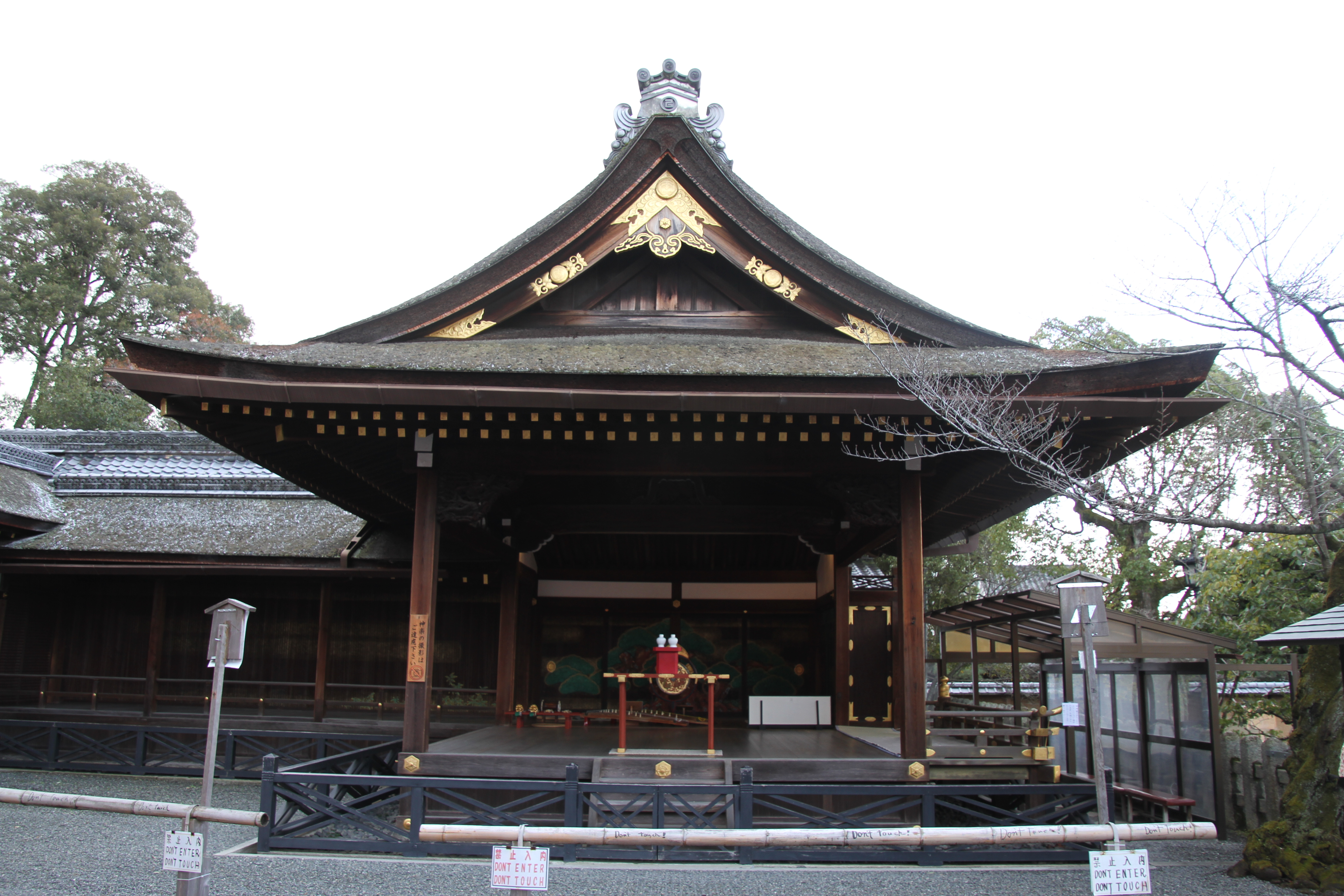
Kagura-den
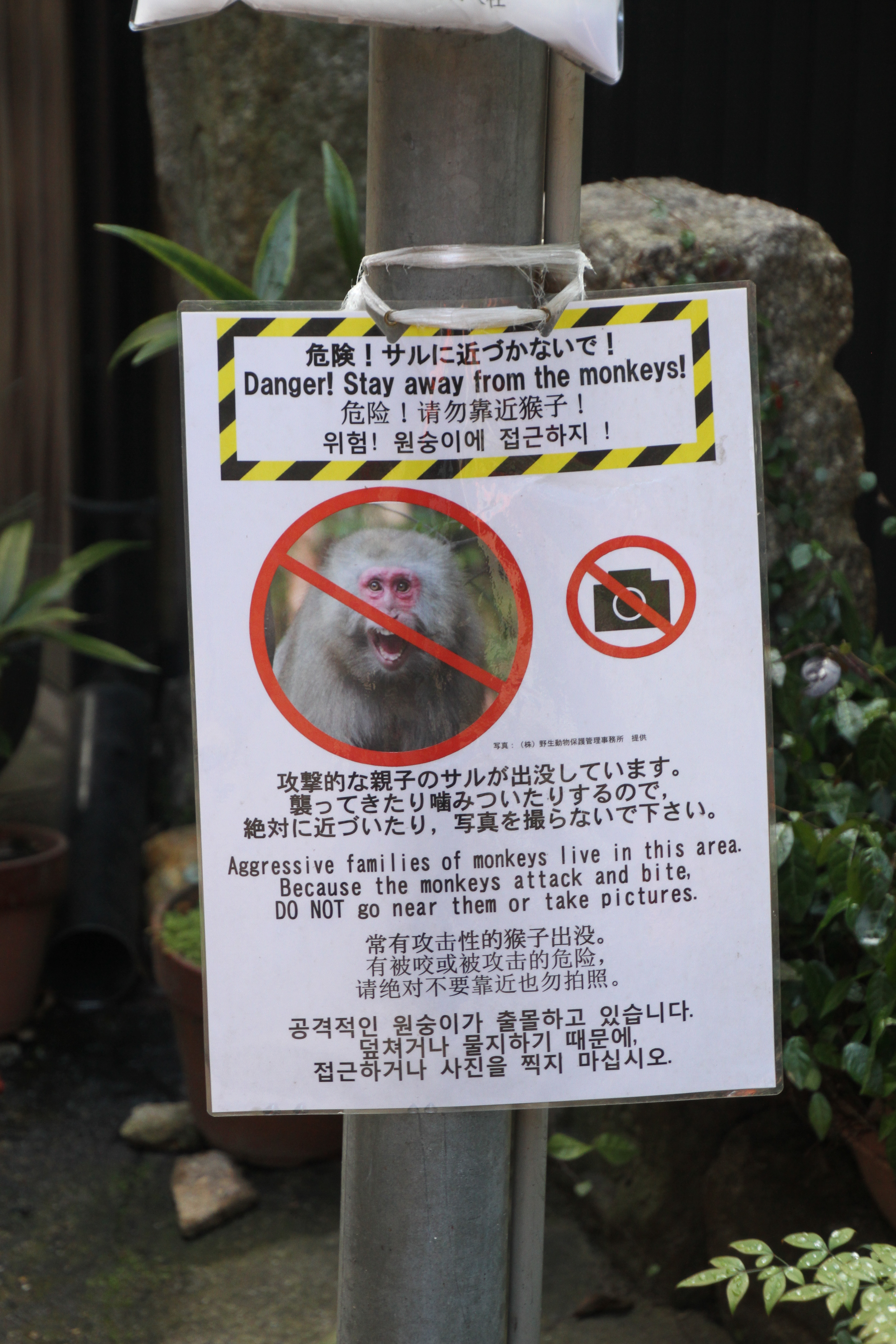
Sur le Senbon :  "singes agressifs"
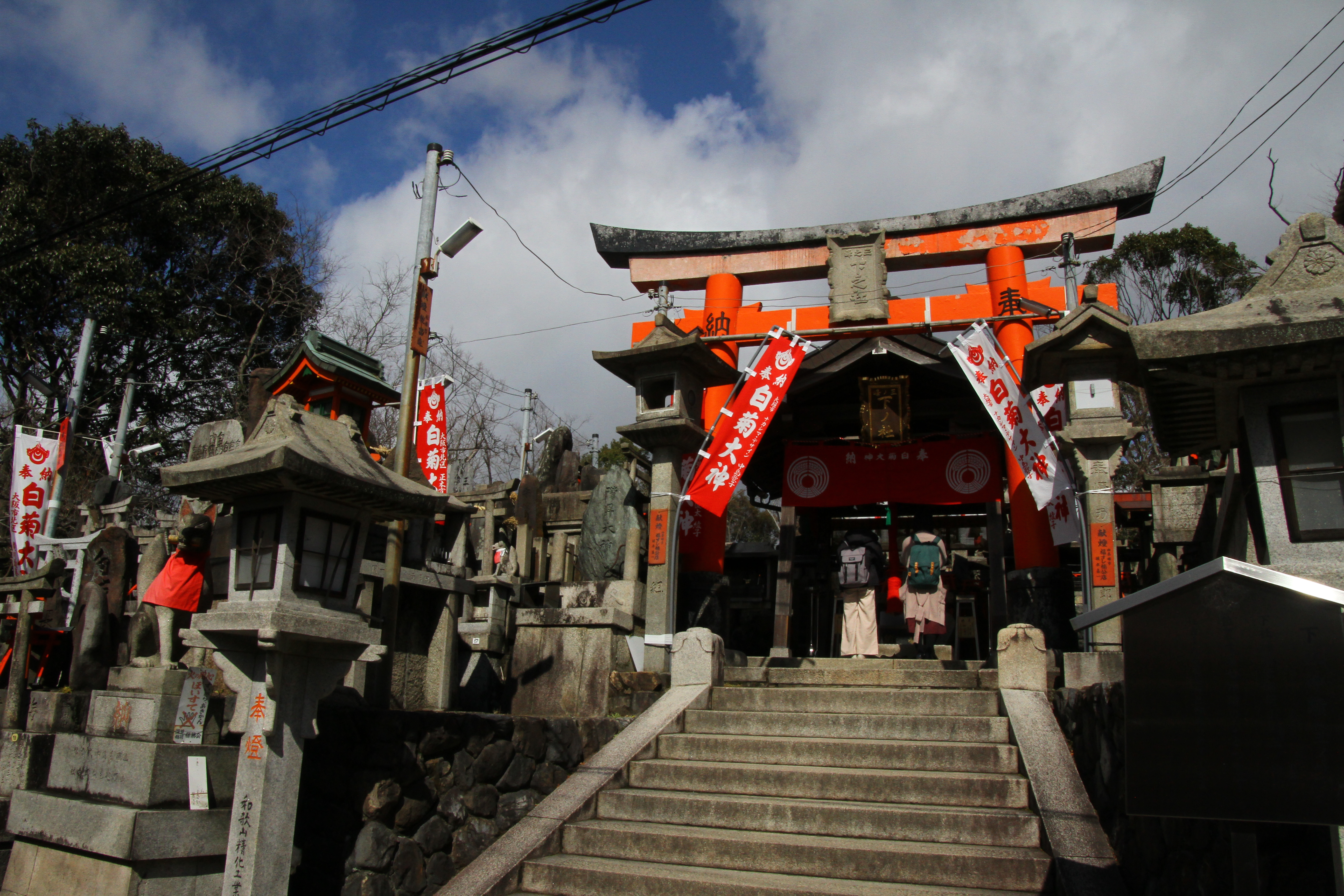
Sanctuaire sur le Senbon
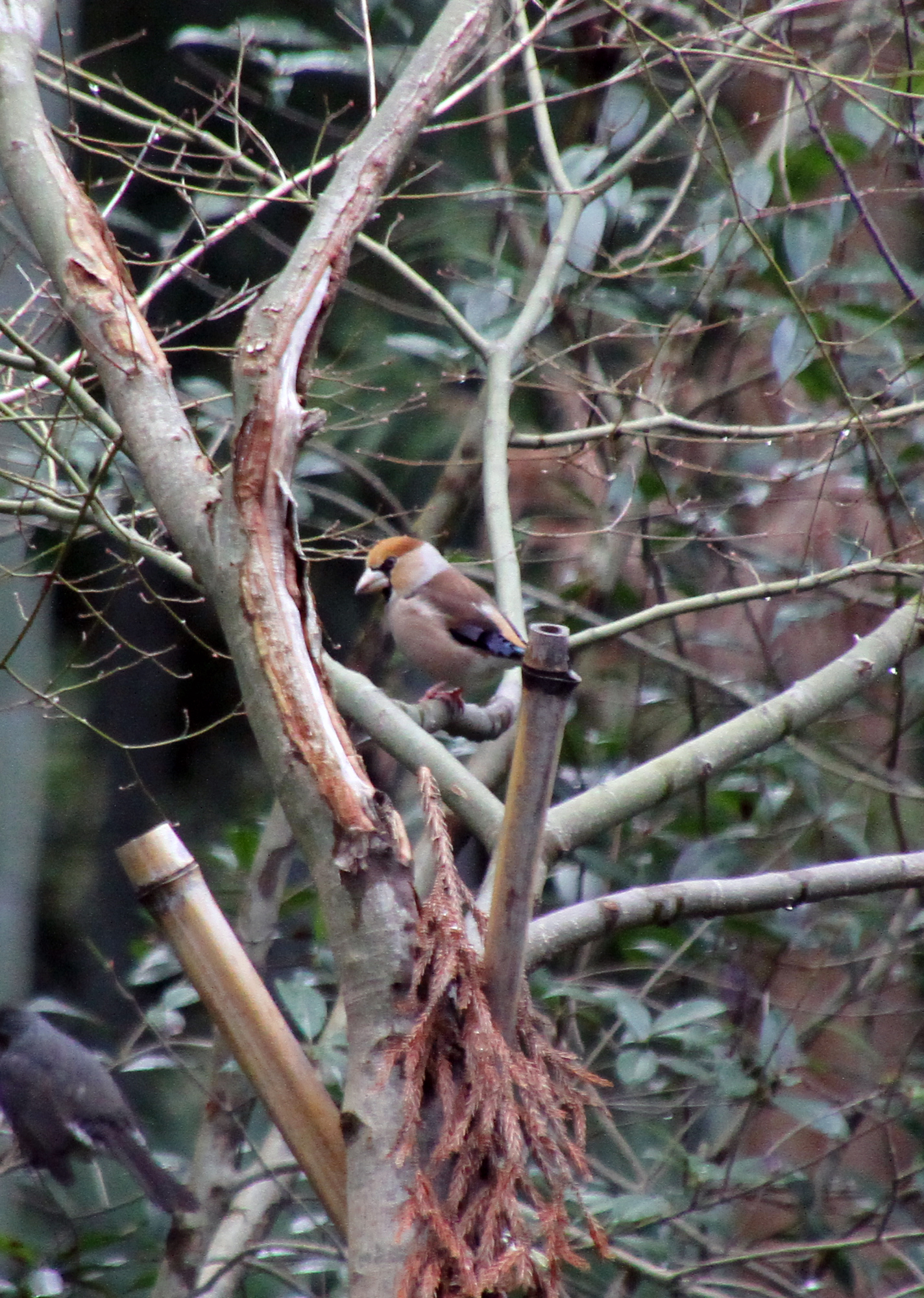
Faune aviaire sur le Senbon : gros-bec casse noyaux
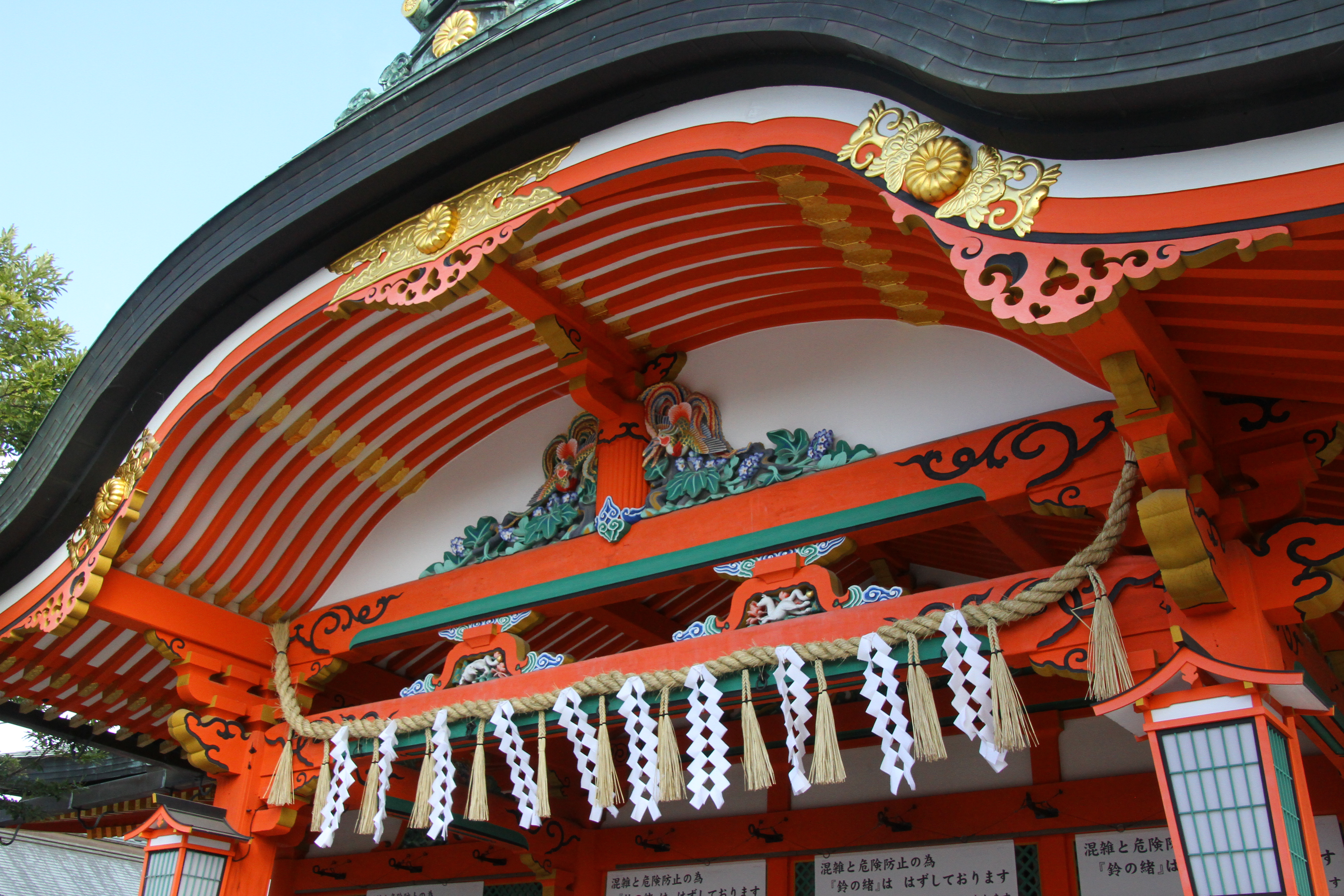
Hall principal

## Dans la culture populaire
Le sanctuaire apparaît dans 
- le film Mémoires d'une geisha sorti en 2005
- Aria, épisode 5 (2006)
- Kenshin le vagabond, base de Makoto Shishio
- Kamen Rider Fourze épisode 33 (2012)
- Samsara (2011)